# Coccinellinae
Coccinellinae (лат.) — підродина твердокрилих родини Сонечок.

## Опис
Верхня частина тіла гола.

## Систематика
У складі підродини:
- рід: Adalia Mulsant, 1846
- рід: Anatis Mulsant, 1846
- рід: Anisosticta Chevrolat in Dejean, 1837
- рід: Aphidecta Weise, 1893
- рід: Calvia Mulsant, 1850
- рід: Ceratomegilla Crotch, 1873
- рід: Cheilomenes Chevrolat in Dejean, 1837
- рід: Coccinella Linnaeus, 1758
- рід: Coelophora Mulsant, 1850
- рід: Coleomegilla Timberlake, 1920
- рід: Cycloneda Crotch, 1871
- рід: Harmonia Mulsant, 1850
- рід: Hippodamia Chevrolat in Dejean, 1837
- рід: Macronaemia Casey, 1899
- рід: Megalocaria Crotch, 1871
- рід: Micraspis Chevrolat in Dejean, 1837
- рід: Mulsantina Weise, 1906
- рід: Myzia Mulsant, 1846
- рід: Naemia Mulsant, 1850
- рід: Neoharmonia Crotch, 1871
- рід: Olla Casey, 1899
- рід: Paranaemia Casey, 1899
- рід: Propylaea Mulsant, 1846
- рід: Psyllobora Chevrolat in Dejean, 1837
- рід: Synonycha Chevrolat in Dejean, 1837
- рід: Verania Mulsant, 1850